# 白俄罗斯共和国国家银行
白俄罗斯共和国国家银行（英語：NATIONAL BANK OF THE REPUBLIC OF BELARUS，简称NBRB）是白俄罗斯共和国的中央银行，是白俄罗斯卢布的发行机构。总部位于白俄罗斯首都明斯克。其根据《白俄罗斯共和国宪法》，《白俄罗斯共和国银行法》以及白俄罗斯总统颁布的监管法律，独立进行业务活动。

## 目标与职能

### 目标
白俄罗斯共和国国家银行不以营利为目的，其主要目标为：
- 发行白俄罗斯卢布，并确保其购买力及汇率之稳定性；
- 维护白俄罗斯共和国银行体系之稳定；
- 确保支付系统持续高效，可靠，安全地运作。

### 职能
白俄罗斯共和国国家银行主要职能为：
- 研究、指导以及实施货币政策；
- 调节和组织资金流通，充当银行之最后贷款人；
- 发行货币白俄罗斯卢布；
- 依法监管外汇；
- 管理国家外汇储备以及黄金储备；
- 规范信用关系，建立并维护银行以及金融业的法规，管理银行和非银行金融机构的活动；
- 组织国内现金和非现金结算；
- 分析国际收支，并代表政府参与国际组织；
- 其他规定需要执行的职能。

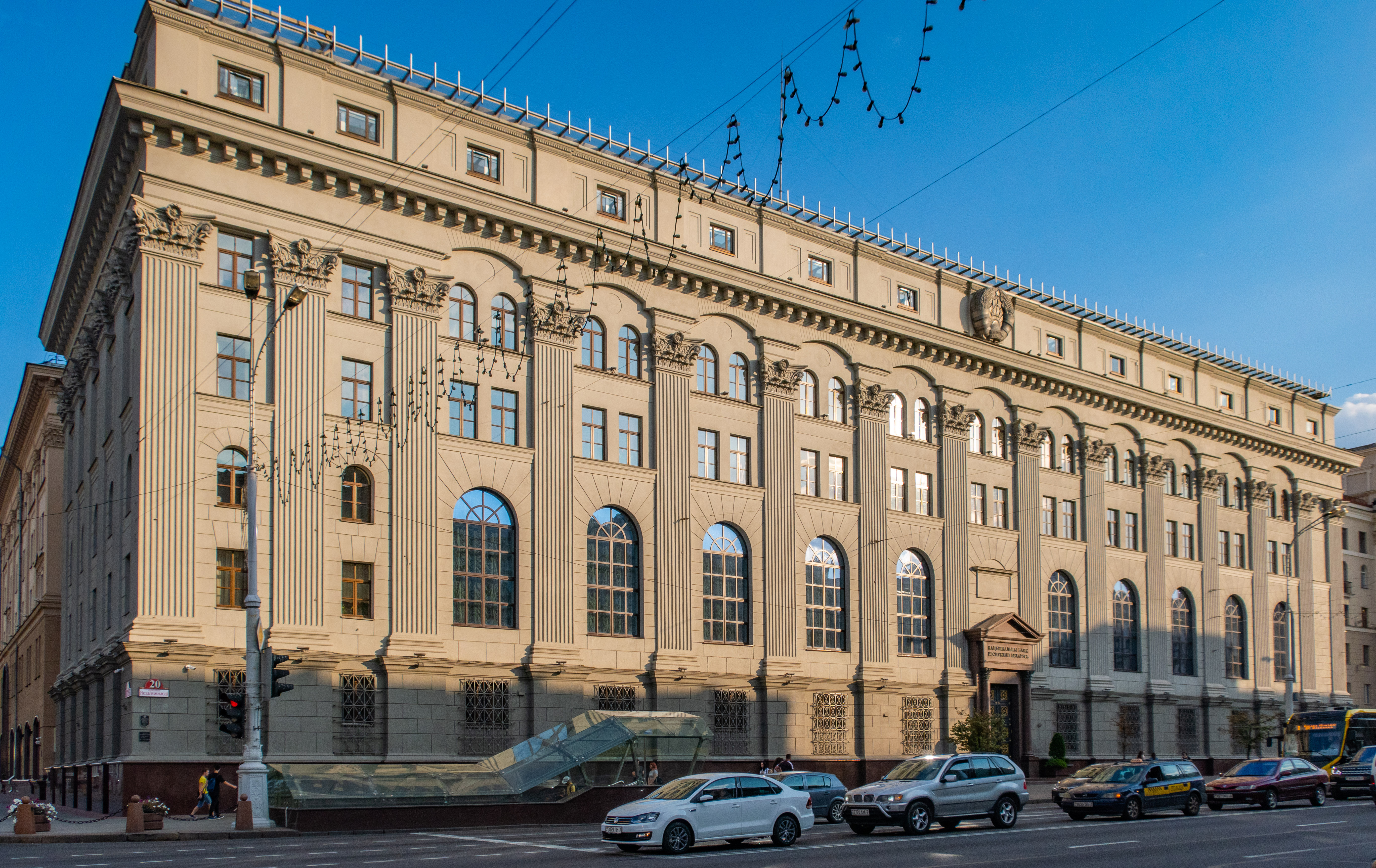
明斯克总部大厦
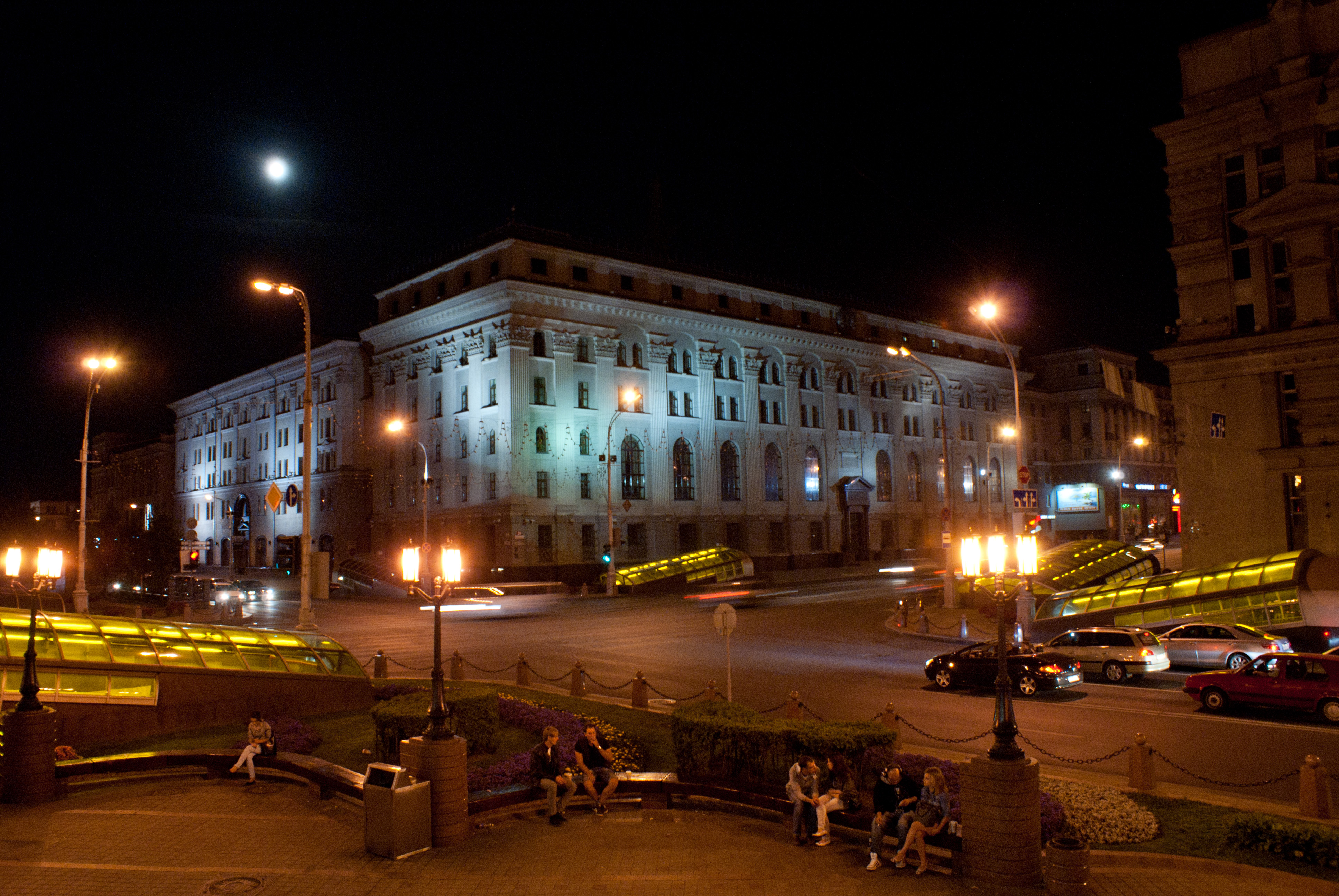
白俄羅斯共和國國家銀行大楼夜景

## 组织结构
白俄罗斯共和国国家银行之最高管理机构为董事会， 其成员由白俄罗斯总统决定，成员不得担任其他公职或从属于任何政党。在董事会下设立之部门有：
| | |
| - 董事会主席辖： - 顾问组（英語：Advisory Group） - 内部审计局（英語：Internal Audit Directorate） - 综合审计部（英語：Comprehensive Audit Department） - 信息审计司（英語：Informational Audit Division） - 风险管理司（英語：Risk Management Division） - 人事局（英語：Personnel Directorate） - 人事管理部（英語：Personnel Management Department） - 劳工组织与奖励部（英語：Labour Organization and Stimulation Department） - 人员培训与发展部（英語：Personnel Training and Development Department） - 金融与经济局（英語：Financial and Economic Directorate） - 金融与规划部（英語：Financial and Budget Department） - 经济部（英語：Economic Department） - 国家银行秘书处（英語：Secretariat of the National Bank） - 控制和组织工作部（英語：Control and Organisational Work Department） - 文档支持部（英語：Documentary Support Department） - 协议与编务司（英語：Protocol and Editorial Division） - 信息与公关部（英語：Information and Public Relations Department） - 公关与大众传媒司（英語：Public Relations and the Mass Media Division） - 历史与信息司（英語：History and Information Division） - 参考文献与信息资源司（英語：Reference and Information Resources Division） - 国家机密保护司（英語：State Secrets Protection Division） - 布列斯特州主管部（英語：Brest Region Main Department） - 维捷布斯克州主管部（英語：Vitebsk Region Main Department） - 戈梅利州主管部（英語：Gomel Region Main Department） - 格罗德诺州主管部（英語：Grodno Region Main Department） - 莫吉廖夫州主管部（英語：Mogilev Region Main Department） - 董事会常务副主席辖： - 外汇法规与控制局（英語：Foreign Exchange Regulation and Control Directorate） - 外汇控制部（英語：Foreign Exchange Control Department） - 外汇法规部（英語：Foreign Exchange Regulation Department） - 对外经济活动监测部（英語：Foreign Economic Activities Monitoring Department） - 货币市场运行局（英語：Monetary Operations Directorate） - 货币政策执行部（英語：Monetary Policy Implementation Department） - 证券业务操作部（英語：Securities Operations Department） - 储藏所（英語：Depositary） - 股票市场部（英語：Stock Market Department） - 国际业务局（英語：International Operations Directorate） - 贵金属和宝石业务部（英語：Precious Metals and Stones Operations Department） - 银行代理，黄金与外汇贵重物品业务分析部（英語：Correspondent Relations and Gold and Foreign Exchange Valuables Operations Analysis Department） - 外汇贵重物品业务管控部（英語：Foreign Exchange Valuables Operations Control Department） - 外汇业务部（英語：Foreign Exchange Operations Department） - 支付系统局（英語：Payment System Directorate） - 支付系统组织与发展部（英語：Payment Systems Organization and Development Department） - 银行同业清算部（英語：Interbank Settlements Department） - 支付系统监督部（英語：Payment System Oversight Department） - 法律局（英語：Legal Directorate） - 银行活动法规执行部（英語：Legal Provisioning of Banking Activity Department） - 法规起草与监管法规检查部（英語：Legal Acts Drafting and Regulatory Legal Acts Examination Department） - 董事会副主席辖： - 单一结算与信息空间局（英語：Single Settlement and Information Space Directorate） - 单一结算与信息空间发展部（英語：Single Settlement and Information Space Development Department） - 结算系统业务部（英語：Settlement System Operation Department） - 结算系统技术性基础设施司（英語：Settlement System Technical Infrastructure Division） - 信息技术局（英語：Information Technologies Directorate） - 信息技术发展局（英語：Information Technologies Development Department） - 信息系统支持部（英語：Information Systems Support Department） - 组织单位信息技术部（英語：Information Technologies of the Organizational Units Department） - 信息与支付系统基础设施部（英語：Information And Payment Systems Infrastructure Department） - 信息系统发展部（英語：Information Systems Development Department） - 信贷登记部（英語：Credit Registry Department） - 非银行业务监管部（英語：Non-bank Operations Regulation Department） - 小额信贷活动法规司（英語：Microfinance Activities Regulation Division） - 租赁活动法规司（英語：Leasing Activities Regulation Division） - 金融知识司（英語：Financial Literacy Division） - 银行支付卡和电子货币发展部（英語：Bank Payment Cards and Electronic Money Development Department） - 结算中心（英語：Settlement Center） | - 董事会副主席辖： - 货币政策与经济分析局（英語：Monetary Policy and Economic Analysis Directorate） - 货币政策部（英語：Monetary Policy Department） - 经济分析部（英語：Economic Analysis Department） - 预报部（英語：Forecasting Department） - 研究部（英語：Research Department） - 国际收支和银行业统计局（英語：Balance of Payments and Banking Statistics Directorate） - 国际收支部（英語：Balance of Payments Department） - 银行业统计部（英語：Banking Statistics Department） - 统计信息汇总部（英語：Aggregated Statistical Information Department） - 对外经济活动局（英語：Foreign Economic Activities Directorate） - 国际金融与经济关系部（英語：International Financial and Economic Relations Department） - 合作一体化部（英語：Integration Cooperation Department） - 礼宾司（英語：Protocol Division） - 董事会副主席辖： - 银行业监管局（英語：Banking Supervision Directorate） - 审慎监管方法部（英語：Prudential Supervision Methodology Department） - 宏观审慎监管部（英語：Macroprudential Supervision Department） - 系统性银行场外监管部（英語：Systemic Banks Off-site Supervision Department） - 非系统性银行场外监管部（英語：Non-systemic Banks Off-site Supervision Department） - 检查部（英語：Inspection Department） - 银行信用风险评估司（英語：Banks Credit Risk Evaluation Division） - 银行资产质量检验司（英語：Asset quality） - 银行财务风险评估司（英語：Banks Financial Risks Evaluation Division） - 资本，非财务风险及银行管理评估司（英語：Capital, Non-financial Risks, and Bank Management Evaluation Division） - 注册及牌照事务司（英語：Registration and Licensing Division） - 银行业务监管局（英語：Banking Operations Regulation Directorate） - 非现金结算法规部（英語：Non-cash Settlement Regulation Department） - 信贷和存款业务方法部（英語：Credit and Deposit Operations Methodology Department） - 信贷和存款业务分析部（英語：Credit and Deposit Operations Analysis Department） - 信贷项目分析部（英語：Credit Projects Analysis Department） - 意识形态与社会发展部（英語：Ideology and Social Development Department） - 培训中心（英語：Training Center） - 董事会副主席辖： - 行政总局（英語：Administration Directorate） - 材料与技术供应部（英語：Material and Technical Provision Department） - 公用网运维部（英語：Utilities Nets Operation and Maintenance Department） - 中央存储库工程系统操作和服务司（英語：Central Vault Engineering Systems Operation and Service Division） - 机构内部支援部（英語：In-house Support Department） - 建筑保养部（英語：Construction and Maintenance Department） - 汽车支持部（英語：Automotive Support Department） - 财产处理部（英語：Property Disposal Department） - 公共餐饮部（英語：Public Catering Department） - 现金流通局（英語：Cash Circulation Directorate） - 现金业务组织部（英語：Cash Operations Organization Department） - 货币流通法规部（英語：Money Circulation Regulation Department） - 发行业务及贵重物品运输法规部（英語：Issue Operations and Valuables Transportation Regulation Department） - 中央储藏部（英語：Central Vault Department） - 现金管理部（英語：Cash Management Department） - 贵金属及宝石管理部（英語：Precious Metals and Precious Stones Management Department） - 现金服务部（英語：Cash Services Department） - 贵重物品运输部（英語：Valuables Transportation Department） - 控制部（英語：Control Department） - 组织工作及内部控制部（英語：Organizational Work and Internal Control Department） - 银行系统司（英語：Banking Systems Division） - 安全与信息保护部（英語：Security and Information Protection Department） - 劳工保护司（英語：Labour Protection Division） - 首席会计师辖： - 会计与报告局（英語：Accounting and Reporting Directorate） - 会计与报告组织及方法部（英語：Accounting and Reporting Organization and Methodology Department） - 合并会计与财务报告部（英語：Consolidated Accounting and Financial Reporting Department） - 银行业务核算部（英語：Bank Operations Accounting Department） - 国际业务核算部（英語：International Operations Accounting Department） - 银行间业务核算部（英語：Intrabank Operations Accounting Department） - 银行业核算方法部（英語：Banking Accounting Methodology Department） |